# Platymetopius badius
Platymetopius badius är en insektsart som beskrevs av Mitjaev 1969. Platymetopius badius ingår i släktet Platymetopius och familjen dvärgstritar. Inga underarter finns listade i Catalogue of Life.